# Flaxville
La ville de Flaxville est située dans le comté de Daniels, dans l’État du Montana, aux États-Unis. Selon le recensement de 2010, elle compte 71 habitants.

## Source
- (en) Cet article est partiellement ou en totalité issu de l’article de Wikipédia en anglais intitulé « Flaxville, Montana » (voir la liste des auteurs).